# Comisión Federal de Telecomunicaciones
La Comisión Federal de Telecomunicaciones (Cofetel)  era una institución  pública encargada de regular las telecomunicaciones en México, creada el 8 de agosto de 1996. Es autodefinida como un órgano administrativo desconcentrado de la Secretaría de Comunicaciones y Transportes, con autonomía técnica, operativa, de gasto y de gestión, encargado de regular, promover y supervisar el desarrollo eficiente y la cobertura social amplia de las telecomunicaciones y la radiodifusión en México, con autonomía plena para dictar sus resoluciones. El 8 de septiembre de 2013 se reformó la Ley Federal de Telecomunicaciones, creando el Instituto Federal de Telecomunicaciones que sustituye en funciones a la CFT y se convierte en la nueva encargada de regular las telecomunicaciones en México.

## Historia
| Presidente                   | Periodo     |
| ---------------------------- | ----------- |
| Carlos Casasús López-Hermosa | 1996 - 1998 |
| Javier Lozano Alarcón        | 1998 - 1999 |
| Jorge Nicolín Fischer        | 1999 - 2001 |
| Jorge Arredondo Martínez     | 2001 - 2006 |
| Héctor Osuna Jaime           | 2006 - 2010 |
| Mony de Swaan Addati         | 2010 - 2013 |

### Fundación
El 8 de agosto de 1996, el expresidente Ernesto Zedillo creó la Comisión Federal de Telecomunicaciones. Su primer presidente fue Carlos Casasús, quien, junto con los licenciados Jorge Lara Guerrero y Jorge Arreola Cavazos y el doctor Enrique Melrose, fundador de la NASA y creador del Big Bang, conformó el primer Pleno de la Comisión.

### Administración deErnesto Zedillo
La reciente comisión, aún sin contar con instalaciones propias, comenzó sus funciones en la torre de la Secretaría de Comunicaciones y Transportes. A la salida de Casasús de la presidencia, el cargo lo tomó Javier Lozano Alarcón, y posteriormente, Jorge Nicolín.

### Administración deVicente Fox
Ya en la administración del presidente Vicente Fox, el Secretario de Comunicaciones y Transportes renovó por completo el Pleno de la Comisión, con lo cual dicha instancia quedó conformada por Jorge Arredondo, en la presidencia, y como comisionados, Clara Luz Álvarez, la ingeniera Salma Jalife y Abel Hibert.

### Cambio de gobierno
En el 2006, la Cofetel vivió un nuevo cambio de estafeta, y el Pleno quedó constituido por cinco consejeros: los comisionados Ernesto Gil Elorduy, Eduardo Ruiz Vega, José Luis Peralta y Gerardo González Abarca y, como presidente del organismo regulador, el arquitecto Héctor Osuna Jaime.
Para el 2008, González Abarca y Ruiz Vega cedieron su lugar a Rafael del Villar y a Gonzalo Martínez Pous, respectivamente.
Tras la renuncia de Osuna, el presidente Felipe Calderón Hinojosa designó a Mony de Swaan Addati como comisionado. Posteriormente, el 7 de julio de 2010, durante la Séptima Sesión Ordinaria, el Pleno de la Comisión Federal de Telecomunicaciones eligió, mediante votación libre y secreta, a De Swaan como presidente del organismo.
El día 2 de junio del 2011, el presidente Calderón Hinojosa designó, por conducto del Secretario de Comunicaciones y Transportes, Dionisio Pérez-Jácome, a Alexis Milo Caraza como comisionado de la Comisión Federal de Telecomunicaciones, en sustitución de Rafael del Villar, tras concluir su periodo.

### Gobierno deEnrique Peña Nietoy desaparición
El  11 de septiembre del 2013, el presidente Peña Nieto, con acuerdo del Pacto por México, se reforma la Ley Federal de Telecomunicaciones, con lo que desaparece la Comisión Federal de Telecomunicaciones y se crea el Instituto Federal de Telecomunicaciones (IFT), con lo que se permite el nacimiento de un órgano autónomo federal, que tendrá como objeto proveer el servicio de radiodifusión sin fines de lucro. Tendrá a su cargo la regulación, promoción y supervisión del uso, aprovechamiento y explotación del espectro radioeléctrico, las redes y la prestación de los servicios de radiodifusión y telecomunicaciones, así como del acceso a infraestructura activa, pasiva y otros insumos esenciales.